# Kibi
『kibi』（キビ）は、上白石萌音の7枚目のアルバムであり、5枚目のオリジナル・アルバムである。2024年11月6日にユニバーサルミュージックから発売。

## 概要
アルバム名の『kibi』は「心の機微」の機微であり、一日の心の動きをテーマとしている。上白石の作詞曲が最も多いアルバムである。

## 収録曲
1. Loop (3:44)
作詞:上白石萌音、諸見里修
作曲・編曲:諸見里修
2. 風 (4:19)
作詞・作曲・編曲:諸見里修
3. かさぶた(3:51)
作詞:上白石萌音
作曲:とた
編曲:山本英武
4. まぶしい(4:11)
作詞・作曲:水野良樹
編曲:中野領太、田中ユウスケ
5. アナログ(4:19)
作詞:上白石萌音、とた
作曲:とた
作曲・編曲:ツタナオヒコ
6. skip (3:22)
作詞:山本加津彦、上白石萌音
作曲:山本加津彦
編曲:福田貴史
7. perfect scene (3:47)
作詞・作曲:鈴木迅
編曲:山本英史
8. hiker(3:34)
作詞:上白石萌音
作曲:こたろう
作曲:退屈ハイツ
9. ひかりのあと(4:42)
作詞・作曲:角舘健悟
編曲:Yogee New Waves
10. スピカ (5:16)
作詞:micca
作曲:大橋好規
編曲:大橋トリオ

「スピカ」はコニカミノルタプラネタリアYOKOHAMA、コニカミノルタプラネタリウム満天NAGOYAにおいて、『星とチルするプレイリスト』で12月13日から上映された。

## 初回限定盤
ディスク2（DVD）　合計収録時間 
1. まぶしい(ミュージックビデオ)
2. まぶしい(メイキング映像)
3. 「kibi」アートワーク撮影(メイキング映像)
4. 「kibi」アルバムセルフライナーノーツ

32ページのミニ写真集。

## タイアップ
| タイトル | タイアップ                                                             | 収録曲                 |
| -------- | ---------------------------------------------------------------------- | ---------------------- |
| Loop     | 読売テレビ・日本テレビ系スペシャルドラマ『自転しながら公転する』主題歌 | 配信シングル「Loop」   |
| スピカ   | テレビ東京系アニメ『バーテンダー 神のグラス』エンディングテーマ        | 配信シングル「スピカ」 |
| hiker    | フジテレビ系報道番組『Live News イット!』テーマソング                  |                        |